# شکوه میرزادگی
شُکوه میرزادگی (زادهٔ ۱۳۲۳) نویسنده و شاعر ایرانی است. وی کار خود را با نشریه‌های ادبی آغاز کرده‌است. همچنین وی از فعّالانِ کمپینِ روز جهانی کوروش بزرگ و کمپین مخالفت با ساختِ سدّ سیوَند (نجات پاسارگاد) بوده‌است.
در سال ۱۳۵۲، میرزادگی که خبرنگار سرویس ادب و هنر در روزنامه کیهان بود به همراه همسر اولش ابراهیم فرهنگ رازی و ده نفر دیگر از جمله طیفور بطحایی، خسرو گلسرخی، کرامت‌الله دانشیان، عباسعلی سماکار، رضا علامه‌زاده، رحمت‌الله جمشیدی(ایرج جمشیدی)، مریم اتحادیه، مرتضی سیاهپوش، منوچهر مقدم سلیمی و فرهاد قیصری به جرم سوءقصد علیه خانوادهٔ سلطنتی ایران بازداشت شدند. از این میان، سماکار و علامه‌زاده کارمند تلویزیون بودند و اتهام این گروه این بود که از طریق این گروه که برای مطالعات مارکسیستی تشکیل داده بودند، سعی داشته‌اند در مراسم جشن سینمای کودک و نوجوان، فرح یا ولیعهد را به گروگان بگیرند. از این گروه هفت نفر از جمله گلسرخی و دانشیان به اعدام محکوم شدند. میرزادگی پس از عذرخواهی در تلویزیون به ۳ سال زندان محکوم شد و پس از آزادی، سردبیری نشریهٔ تلاش را بر عهده گرفت. در اوایل سال ۱۳۵۶ در لندن اقامت گزید ولی در دی ۱۳۵۷ خورشیدی به ایران برگشت. مدتی دستگیر و سپس آزاد شد. از جمله فعالیت‌های او تأسیس «کمیته بین‌المللی نجات پاسارگاد» و مخالفت با آبگیری سد سیوند است.
میرزادگی هم‌اکنون با همسرش اسماعیل نوری علا در آمریکا زندگی می‌کند.

## دیدگاه دیگران
رضا علامه زاده در شماره ۱۰۶۴۴ روزنامه کیهان صفحه ۴ مورخ پنج شنبه سوم اسفند ماه ۱۳۵۷ می‌نویسد:
"... پس از دستگیری شکوه فرهنگ (شکوه میرزادگی) که همراهمان بود، در زیر شکنجه‌ها مسائل دوسال قبل از این را در رابطه با گلسرخی فاش کرد. شکوه فرهنگ حتی در دادگاه هم گفت که چون گروه را معرفی کرده‌است باید از محکومیت معاف شود از این مسائل ساواک کوچکترین اطلاع قبلی نداشت - با عنوان شدن این قضیه از طرف شکوه فرهنگ پای گلسرخی و چند نفر دیگر نیز به پرونده ما کشیده شد، و آنان پس از شش ماه زندان متهم به توطئه برای ترور شاه شدند…"